# توماسا تیتو کاندمایتا
كانت توماسا تیتو کاندمایتا هرتادو دو مندوزا (1729-18 مايو 1781) مناضلة رائدة في انتفاضة السكان الأصليين بقیادة توباك أمارو الثاني ضد الحكام الاستعماريين الإسبان في القرن الثامن عشر في بيرو. هي كانت أقوى حاكم لشعبها في منطقتها في سبعينيات القرن الثامن عشر. عملت كخبير استراتيجي وضابط عسكري خلال الانتفاضة. تم إعدامها لدورها في التمرد إلى جانب توباك أمارو الثاني  وزوجته ميكايلا باستيداس بويوكاهوا  وابنهما هيبوليتو كوندوركانكي باستيداس.

## السیرة الذاتیة
ولدت توماسا تیتو کاندمایتا في عام 1729 لعائلة نبيلة من الإنكا في منطقة من بيرو فيما يعرف الآن بمحافظة بأكومايو في منطقة كوسكو. كان والدها سيباستيان تيتو كاندميتا، كوراكا (شيخ القبیلة) من منطقة تيتو كانديماتا آيولو  وعراب توباك أمارو الثاني  وكانت والدتها ألفونسا هيرتادو دي ميندوزا.تشیر مصادر مختلفة إلی معلومات متضاربة حول حياة توماس الخاصة. في مصدر عام 2005  ذكر الباحث ديفيد جاريت أنها قد تزوجت من توماس سكالانت وأنجبت طفلة تزوجها لاحقًا حاكم بيريس، أوفاريستو ديلجادو. في مقال نُشر عام 2008  صرحت غاريت أنها كانت متزوجة من فاوستينو ديلجادو.

## التمرد
عندما دعا توباك أمارو الثاني وزوجته ميكايلا باستيداس بويوكاهوا إلى ثورة ضد الحكومة الإسبانية في بيرو عام 1780  تركت كانديمايتا زوجها وأطفالها للانضمام إلى المتمردين في منطقة تينتا.لم يتبع دعمها للثورة جميع أفراد عائلته  بما في ذلك صهرها  أوفاريستو ديلجادو  الذي ظل مواليًا للعرش الإسباني.
لعبت کاندمایتا دورًا مهمًا في الانتفاضة. هي حشدت نساء السكان الأصليين للانتفاضة جنبا إلى جنب مع أمارو. هي كانت خبيرة إستراتيجية عسكرية بالإضافة إلى كونها ضابطة قادت كتيبة النساء الخاصة بها.قامت كاندميتا  وهي امرأة ثرية  بتمويل المتمردين من خلال تزويدهم بالفضة والضروريات الأساسية. في معركة سنجارا هزم الجيش النسائي تحت قيادتها الجيش الإسباني. كما قادت الدفاع الناجح عن جسر بيلبين توشاكا فوق نهر أمبوريماك ضد الإسبان الذين کانوا يقتربون من الجسر. قاتلت آلاف النساء بالمقلاع ضد الجنود المدرعة الإسبانیة. تحت قيادة كانديما احتفظت قواتها رقبة بيلبينتو لأكثر من شهر.
في عام 1781 تحول الحظ إلى الإسبان الأكثر تسليحًا  وفي 7 أبريل  تم القبض على كاندميتا مع توباك أمارو الثاني وباستيداس بويوكاهوا وأبنائهم هيبوليتو وفرناندو.
في 18 مايو 1781  تم إعدام الكاندمایتا في الساحة الرئيسية في كوسكو بعد تعرضها للتعذيب الشديد مع توباك أمارو الثاني وميكايلا باستيداس بويوكاهوا وابنهما هيبوليتو. هي كانت النبيلة الوحيدة التي أعدمت جنبًا إلى جنب زعيم المتمردين. بعد خنقها برفق باستخدام بارود معدني مصنوع يدويًا من أجل هذا الإعدام  تم شنقها لضمان موتها المؤكد.